# Bafatá
Bafatá là một thị trấn ở miền trung Guinea-Bissau, được biết đến là nơi sinh của Amílcar Cabral. Thị trấn có dân số 22.501 người (ước tính năm 2008). Đây là thủ phủ của Vùng Bafatá cũng như trụ sở của Giáo phận Công giáo La Mã Bafatá, được thành lập vào tháng 3 năm 2001 với Carlos Pedro Zilli là giám mục.
Bafatá nổi tiếng với nghề làm gạch. Đến những năm 1880, nó là một trung tâm thương mại được thành lập cho người Bồ Đào Nha, bao gồm đậu phộng, gia súc, da sống, dệt may và muối.

## Các địa danh
Thị trấn phục vụ Sân bay Bafatá, một đường băng, và một bệnh viện khu vực. Có một khách sạn, Bafatá Apartamento Imel. Nhà hàng Ponto de Encontro phục vụ ẩm thực Bồ Đào Nha. Các khu rừng xung quanh nổi tiếng với quần thể khỉ và linh dương, và Mũi Maimama, thuộc sở hữu của một người Cabo Verde, tổ chức các chuyến đi thăm động vật cho khách du lịch. Thị trấn đang trong tình trạng vô chủ; các đường phố có cỏ lăn và đường băng nứt nẻ. Một số đại lộ chính được đặt tên là Bissau, Brazil và Guiana.

## Trưng bày

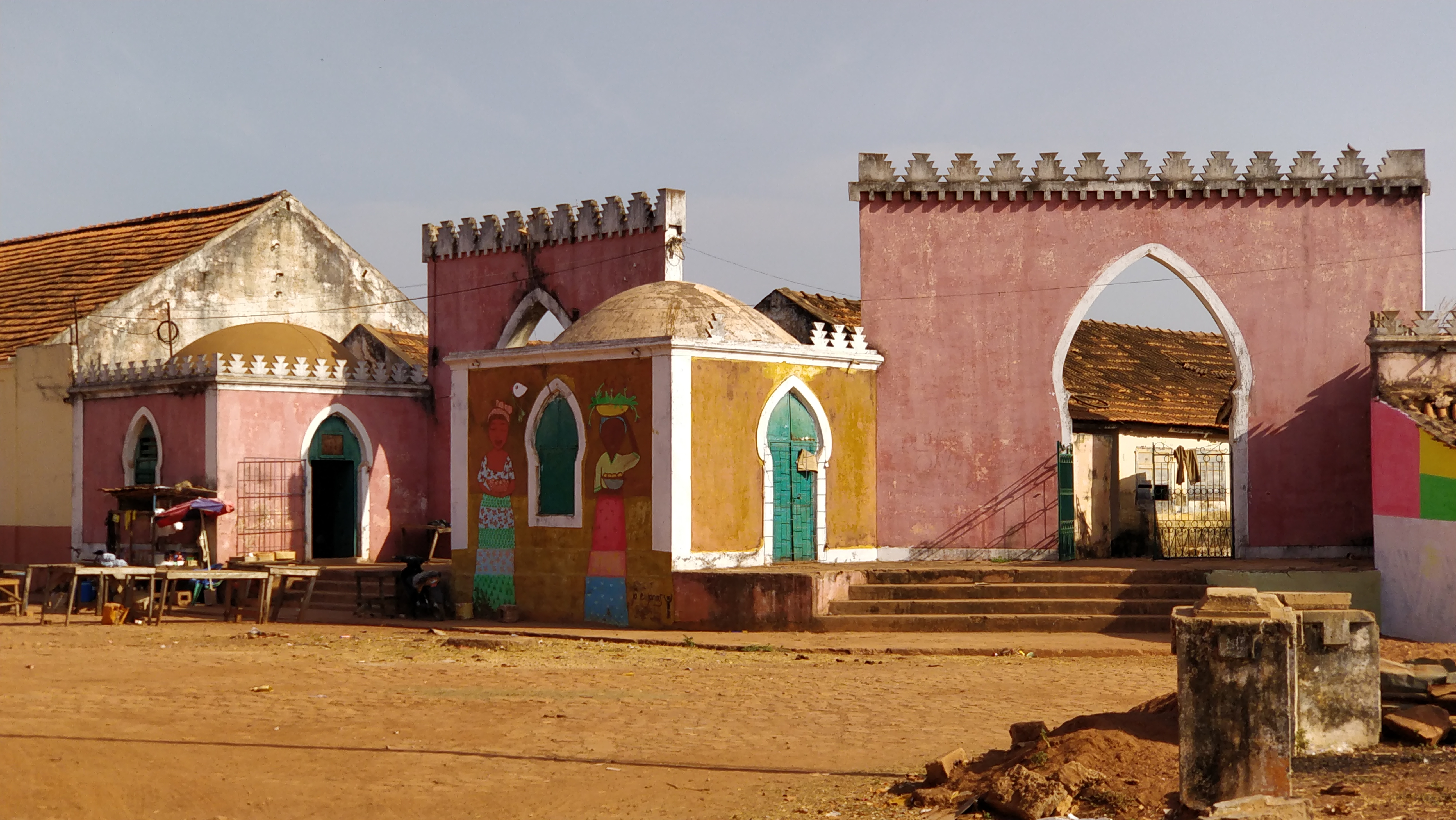
Chợ Bafatá
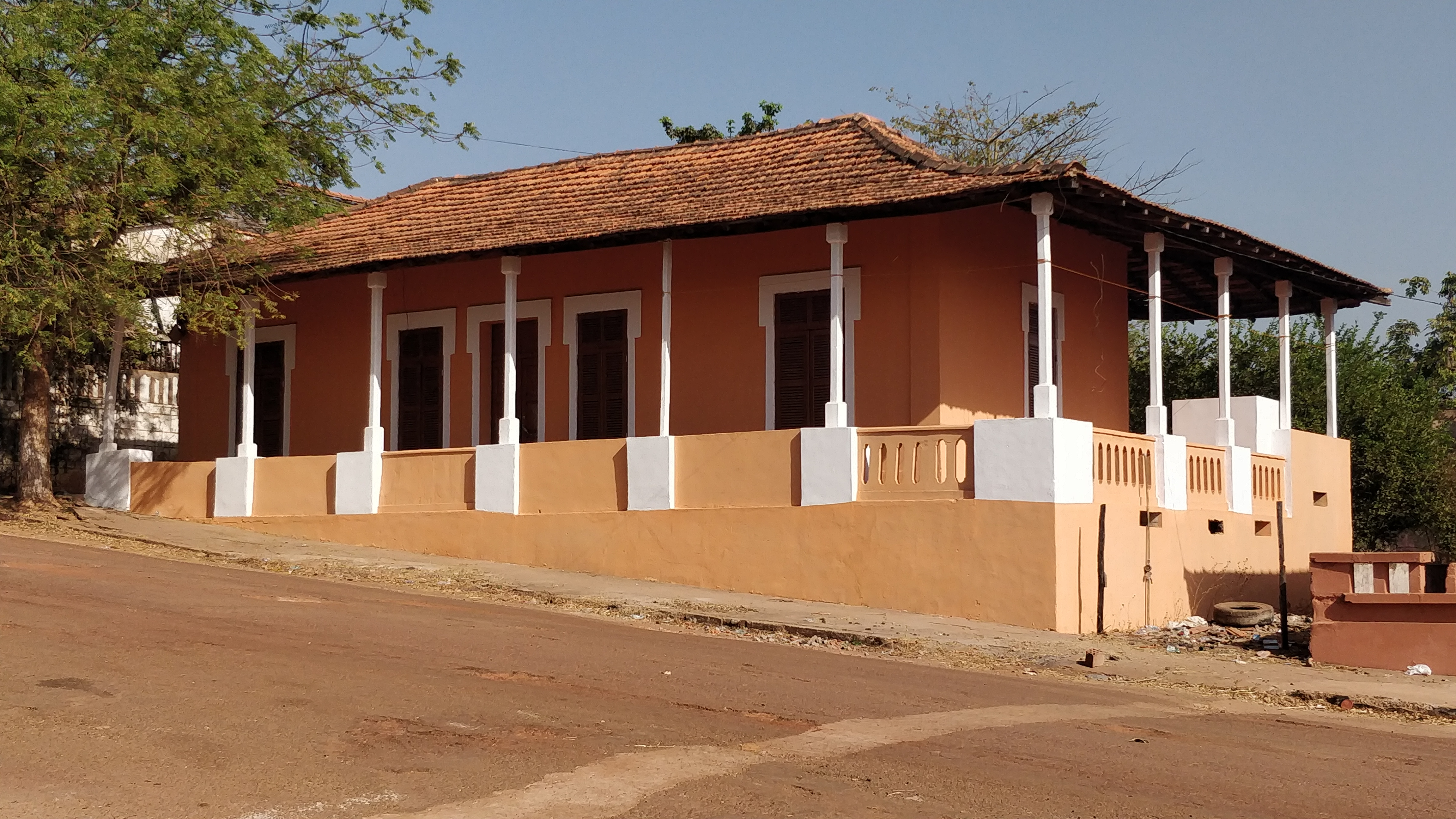
Bafatá, Guinea-Bissau
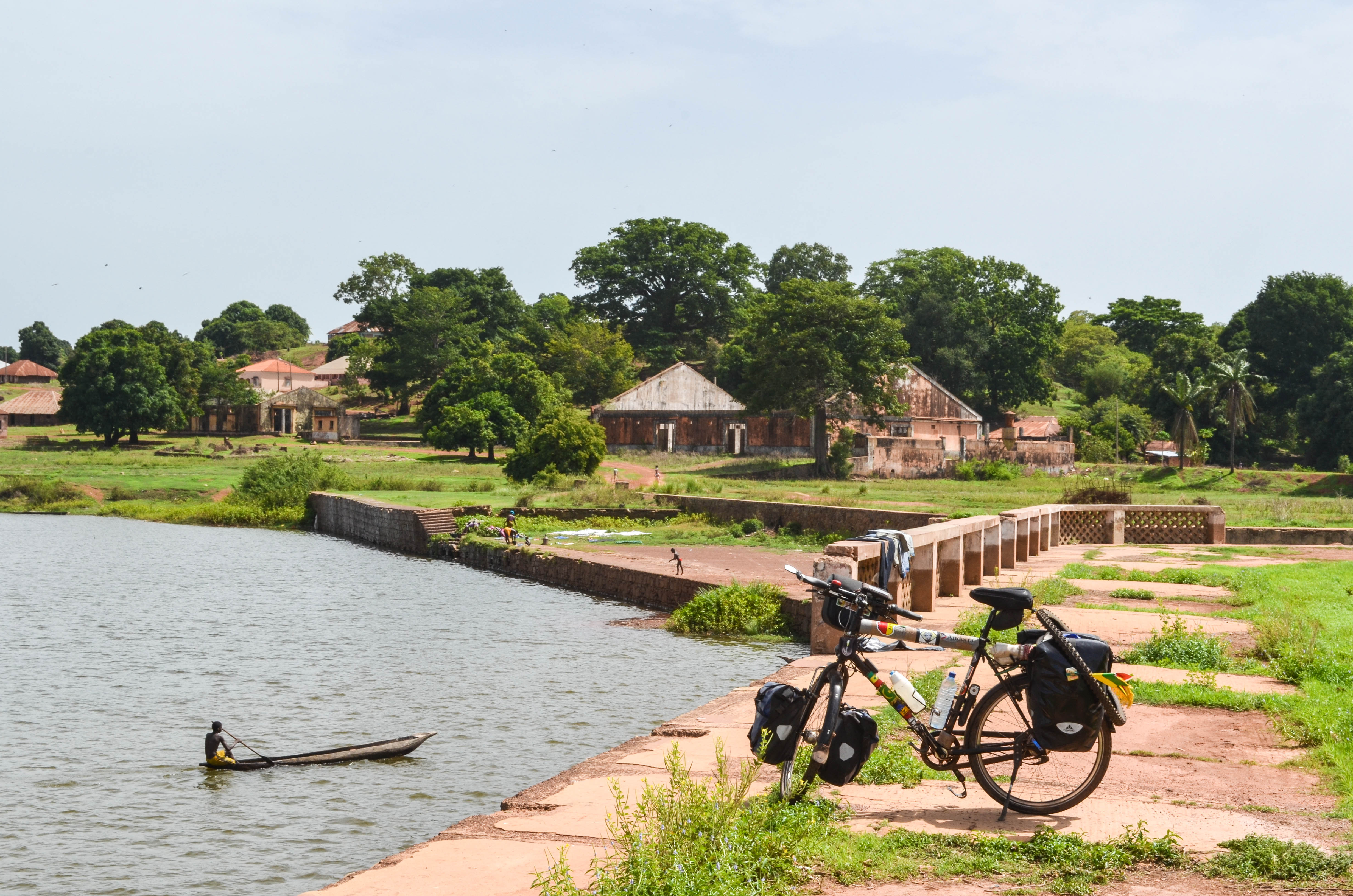
Bafatá, GBW
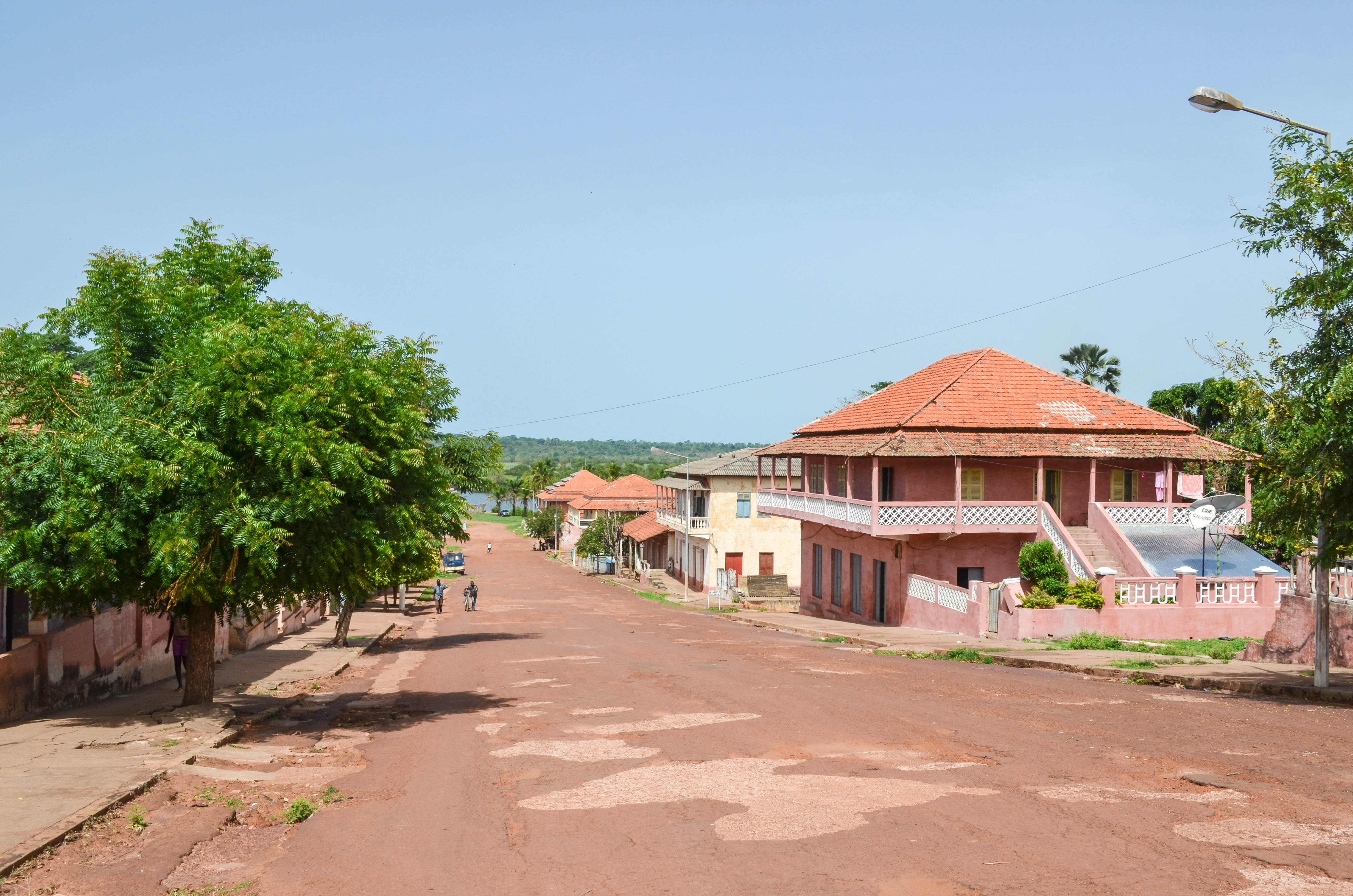
Một khu dân cư ở Bafatá
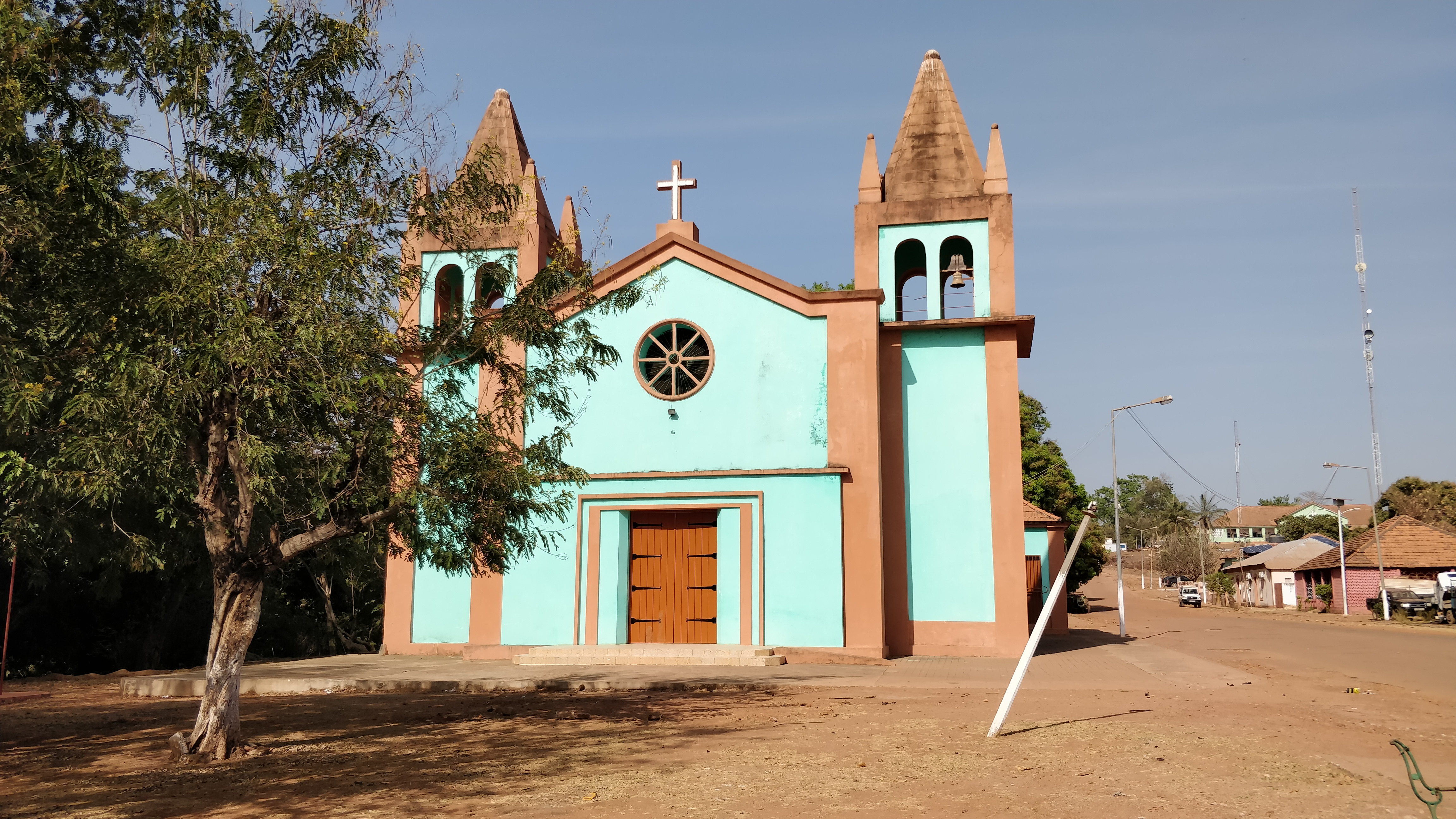
Nhà thờ Catedral de Nossa Senhora da Graça, Trung tâm thành phố Bafatá
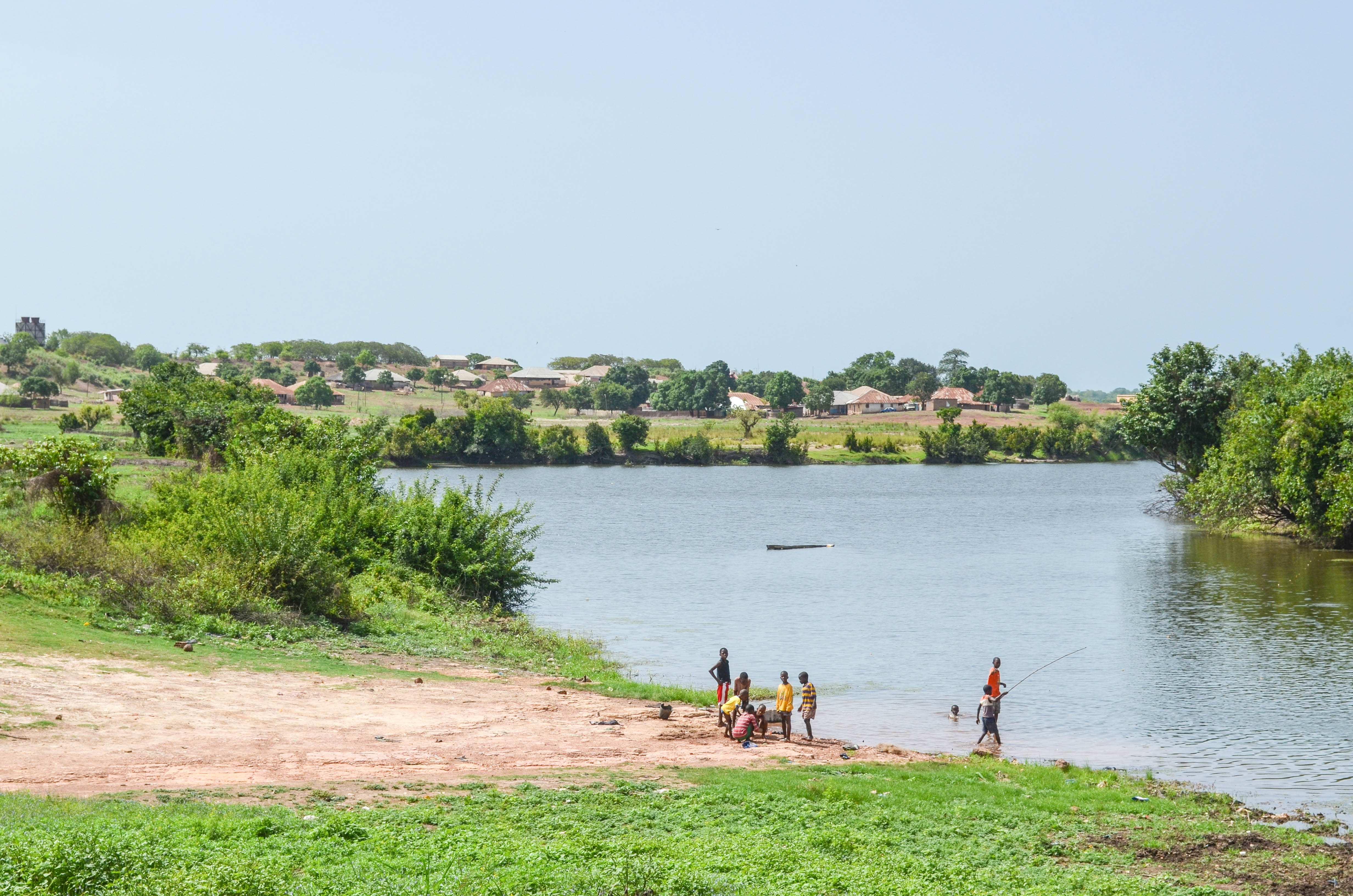
Trẻ em chơi và câu cá trên sông
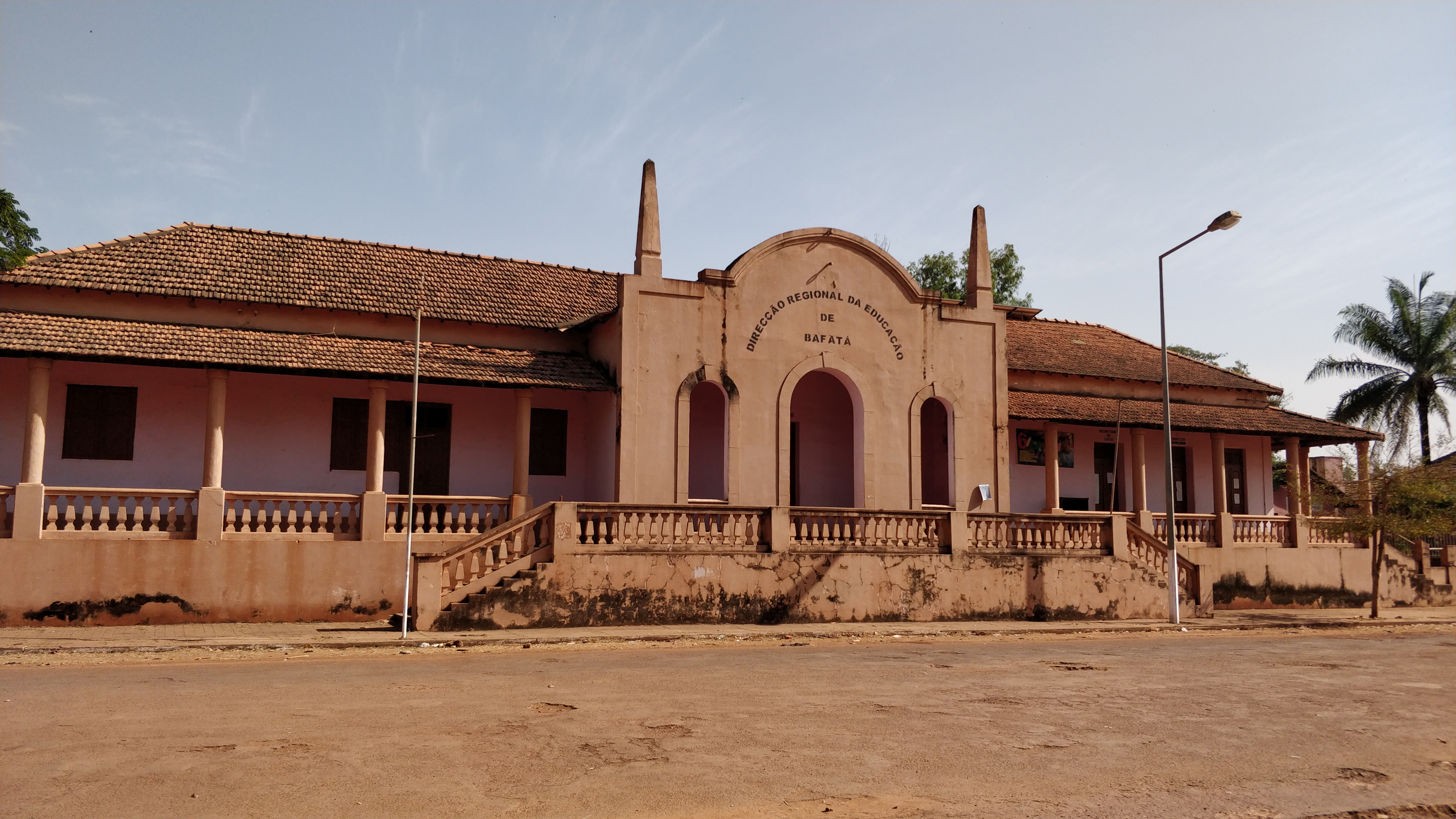
Tòa nhà quản lý giáo dục khu vực của Bafatá